# Гайденко, Виолета Павловна
Виоле́та Па́вловна Гайде́нко (26 января 1940 — 23 июня 2010, Москва) — советский и российский философ

, медиевист, историк античной и средневековой философии и науки, переводчик со средневековой латыни. Кандидат философских наук (1970). Старший научный сотрудник Института философии РАН. Автор учебных пособий по истории философии для вузов. Преподавала в московских вузах, в том числе, на кафедре Истории и теории мировой культуры философского факультета МГУ им. М. В. Ломоносова. Одна из авторов Большой Российской энциклопедии и Новой философской энциклопедии.

## Биография
В 1963 году окончила физический факультет МГУ им. М. В. Ломоносова. В 1970 г. в Институте философии Академии наук СССР защитила кандидатскую диссертацию на тему «Понятие беспредельного и его связь с проблемой времени: на материале философии пифагорейцев и Платона». Сестра — философ Пиама Павловна Гайденко.

## Избранные труды
- Тема судьбы и представление о времени в древнегреческом мировоззрении // Вопросы философии. — 1969. — № 9. — С. 88—98.
- В соавт. с: Смирнов Г. А. Раннесредневековая концепция человека // Культура и искусство западноевропейского средневековья: Материалы научной конференции (Випперовские чтения, 1980) / Гос. музей изобразит. искусств им. А. С. Пушкина, ВНИИ искусствознания М-ва культуры СССР; Под общ. ред. И. Е. Даниловой. — М.: Советский художник, 1981. — 422 с.
- В соавт. с: Смирнов Г. А. Западноевропейская наука в Средние века: общие принципы и учение о движении. — М.: Наука, 1989 (Серия: Б-ка всемир. истории естествознания). — 352 с. — ISBN 5-02-007958-8 ; Изд. 2-е. — М.: URSS, 2015. — 352 с. — ISBN 978-5-9710-1831-5
- Природа в религиозном мировосприятии // Вопросы философии. — 1995. — № 3. — С. 43—52.
- В соавт. с: Смирнов Г. А. О предмете религиозной философии // Общественные науки и современность. — 1996. — № 1. — С. 85—96.
- Трактаты Ансельма Кентерберийского «Об истине» и «Свободе выбора» // Историко-философский ежегодник'1995. — М.: Мартис, 1996. — 394 с. — ISBN 5-7248-0040-3 — С. 281—282.
- Предисловие к переводу трактата Ансельма Кентерберийского «О согласии Божественного предзнания, предопределения и благодати со свободным выбором» // Историко-философский ежегодник`1996. — М.: Наука, 1997. — 458 с. — ISBN 5-02-013528-3 — С. 115—123.
- В соавт. с: Смирнов Г. А. Схоластическая философия // История философии. Запад — Россия — Восток: Учебник для студентов высших учебных заведений. — Кн. 1: Философия древности и Средневековья. — М.: Греко-латинский кабинет Ю. А. Шичалина, 1995. — 480 с. — ISBN 5-87245-024-9 Переиздания 1996, 2000 (3 изд.), 2012 (2-е изд., испр. и доп.), 2017.
- В соавт. с: Смирнов Г. А. Символизм и логика: два полюса средневековой рациональности (гл. IV) // Исторические типы рациональности / Институт философии РАН. — Т. 2. — М., 1996. — 348 с. — С. 186—230. Переиздание: Рациональность на перепутье: В 2-х книгах. — Кн. 2. — М.: РОССПЭН, 1999. — С. 136—166.
- Об исходных понятиях доктрины Фомы Аквинского // Фома Аквинский. Онтология и теория познания (фрагменты сочинений) / Пер., вступ. ст., коммент. В. П. Гайденко; Рос. акад. наук. Ин-т философии. — М.: ИФРАН, 2001. — 204 с. — ISBN 5-201-02050-X — С. 3—32.
- В соавт. с: Смирнов Г. А. Предметная и аскетическая составляющие средневекового символизма // Историко-философский ежегодник’2006. — М.: Наука, 2006. — 419 с. — ISBN 5-02-033856-7
- О трактате Фомы Аквинского «De mixtions elementorum» // Философия природы в античности и в средние века / Общ. ред. П. П. Гайденко, В. В. Петров. — М.: Прогресс-Традиция, 2000. — 608 c. — ISBN 5-89826-067-6 — С. 592—597.
- Ансельм Кентерберийский : [арх. 17 октября 2022] / Гайденко В. П. // Анкилоз — Банка. — М. : Большая российская энциклопедия, 2005. — С. 20—21. — (Большая российская энциклопедия : [в 35 т.] / гл. ред. Ю. С. Осипов ; 2004—2017, т. 2). — ISBN 5-85270-330-3.
- В. П. Гайденко. Бонавентура // Новая философская энциклопедия : в 4 т. / пред. науч.-ред. совета В. С. Стёпин. — 2-е изд., испр. и доп. — М. : Мысль, 2010. — 2816 с.

### Переводы
- Бонавентура. Путеводитель души к Богу; О возвращении наук к теологии // Вопросы философии. — 1993. — № 8. — С. 124—171.
- Ансельм Кентерберийский. Об истине; О свободе выбора // Историко-философский ежегодник’1995. — М.: Мартис, 1996. — 394 с. — ISBN 5-7248-0040-3 — С. 283—307; 308—325.
- Ансельм Кентерберийский. О согласии Божественного предзнания, предопределения и благодати со свободным выбором // Историко-философский ежегодник`1996. — М.: Наука, 1997. — 458 с. — ISBN 5-02-013528-3 — С. 124—160.
- Фома Аквинский. О смешении элементов // Философия природы в античности и в средние века / Общ. ред. П. П. Гайденко, В. В. Петров. — М.: Прогресс-Традиция, 2000. — ISBN 5-89826-067-6 — С. 598—603.
- Фома Аквинский. Онтология и теория познания (фрагменты сочинений) / Пер., вступ. ст., коммент. В. П. Гайденко; Рос. акад. наук. Ин-т философии. — М.: ИФРАН, 2001. — 204 с. — ISBN 5-201-02050-X